# Галерея старых мастеров
Галерея старых мастеров (нем. Gemäldegalerie Alte Meister; или Дрезденская картинная галерея) — исключительное по качеству собрание из приблизительно 750 картин старых мастеров, приобретённых в XVIII веке саксонскими правителями из альбертинской линии Веттинов. Ныне входит в состав Государственных художественных собраний Дрездена.
Галерея располагается во дворце «Цвингер», по адресу: Театральная площадь, д. 1.

## СобраниеВеттинов

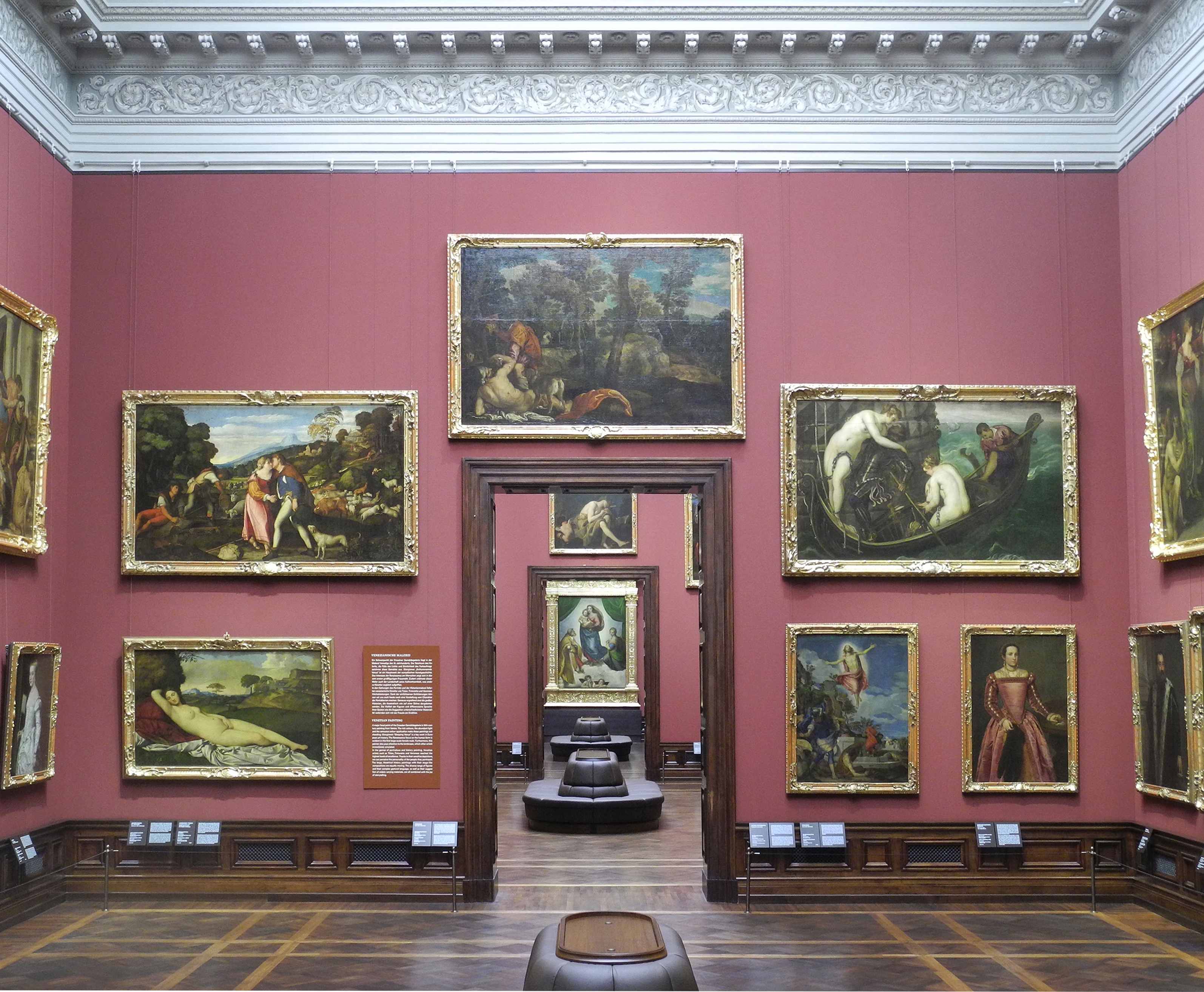
Анфилада залов Галереи. На дальнем плане зал с «Сикстинской Мадонной»

Как и во многих монарших резиденциях, начало всемирно известному собранию было положено основанным в 1560 году кабинетом изящных искусств (Kunstkammer), где наряду с природными феноменами, изделиями ручного труда и разного рода диковинками выставлялись полотна итальянских и фламандских мастеров живописи. Кабинет расположился в резиденции курфюрста — Дрезденском замке, однако полотна не являлись выставочным экспонатом, а попросту украшали помещения замка.
Систематически же собирать произведения старых мастеров стал курфюрст Август II Сильный (1670—1733), который слыл ценителем искусств и перестроил весь центр Дрездена. В 1722 году состоялась инвентаризация собрания живописи, выделенного из состава кунсткамеры. По приказу курфюрста его выставили на обозрение придворной знати на втором этаже в перестроенном здании придворной конюшни — Stallgebäude (ныне Иоганнеум). Помимо живописи, собрание саксонских курфюрстов включало уникальную коллекцию фарфора, интересную подборку научных инструментов и гравюрный кабинет — старейшую в Центральной Европе коллекцию графики.
Страсть к собиранию произведений искусства унаследовал от отца Август III. Подобно родителю, он мог себе позволить весьма дорогостоящие покупки за счёт поступлений из казны огромного Польско-Литовского государства, чей выборный трон он занимал. Для приобретения он отбирал только шедевры, полагаясь на советы проницательного Альгаротти.

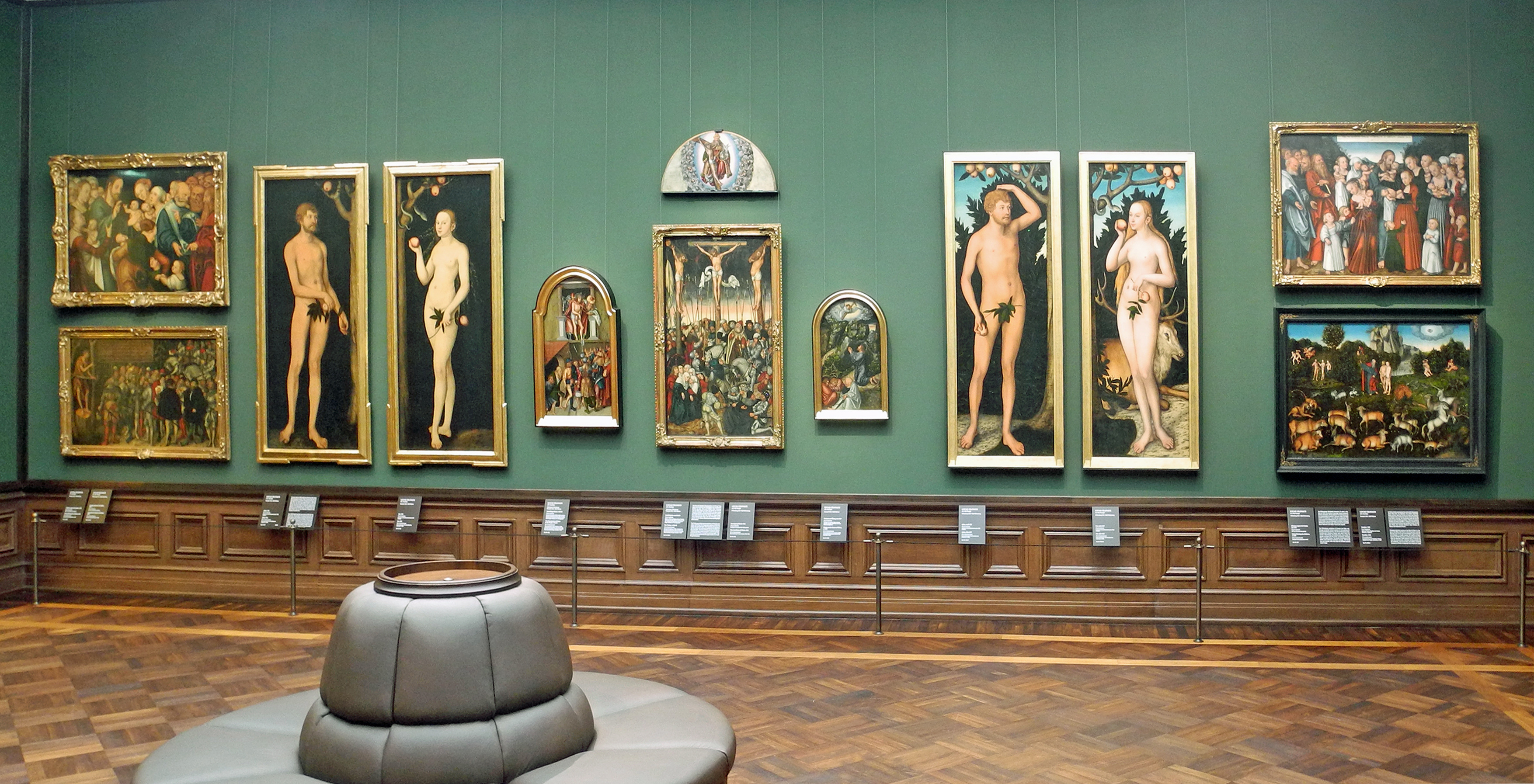
Зал Кранахов

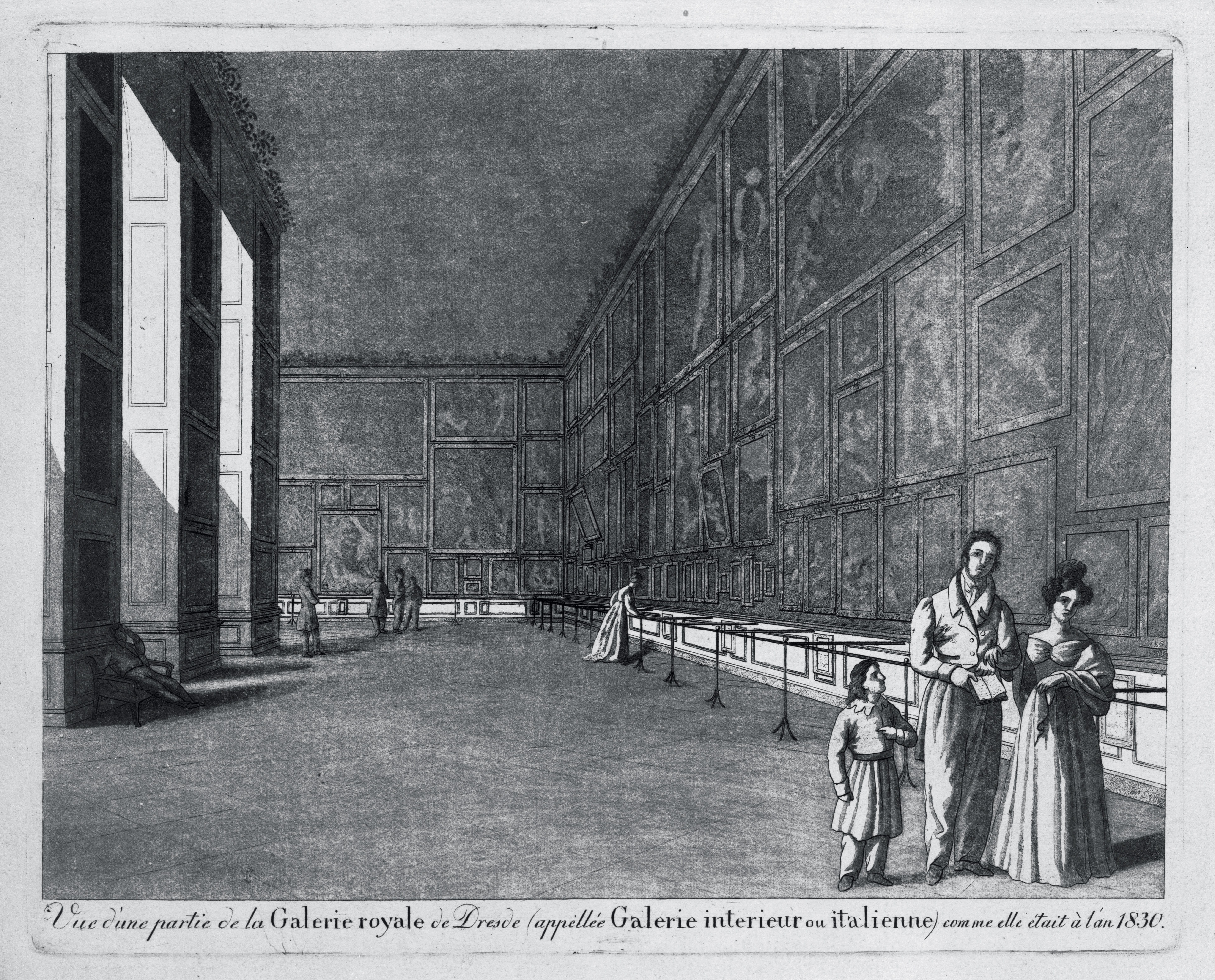
Вид Королевской галереи в здании Иоганнеума изнутри, 1830 год

В 1741 году Август III приобрёл 268 полотен из собрания Валленштейна, в том числе «Сводница» Яна Вермеера. Чуть позже за ними последовали многочисленные работы из королевской галереи в Праге, а в 1745 году — «сто лучших картин» из собрания обедневшего герцога Моденского, среди которых были работы Корреджо, Веласкеса, Тициана. Состав галереи отражал вкусы европейской аристократии эпохи Просвещения. «Царём художников» в то время считался Рафаэль, а его лучшей станковой работой — «Сикстинская мадонна». Это полотно удалось привезти из церкви Сан-Сиксто в Пьяченце.
В 1765 году, директором галереи Иоганном Антоном Риделем, а также куратором коллекции графики Кристианом Фридрихом Венцелем, был опубликован первый каталог галереи (Catalogue des tableaux de la Galerie électorale à Dresde), при чём опубликован он был на французском языке, и только в 1771 году каталог опубликовали и на немецком языке.

## СтроительствоЦвингера
Разразившаяся в 1756 году Семилетняя война и потеря Веттинами контроля над Польшей положили конец взлёту Флоренции-на-Эльбе, как тогда называли Дрезден. Только спустя столетие город вновь собрался с силами, и городским советом было принято решение о строительстве здания музея. Несмотря на то, что под строительство было облюбовано иное место, директор Дрезденской государственной строительной школы Готфрид Земпер предложил проект дворца искусства в стиле неоренессанса, замыкающий собой пространство Театральной площади. В 1847 году началось строительство здания, но поскольку Земпер был одним из участников Майского восстания, после которого ему пришлось бежать в Лондон, строительство здания было продолжено его учениками — Генрихом Готлибом Бернхардом Крюгером, а также Карлом Морицем Хэнелем. 25 сентября 1855 году состоялось открытие нового здания галереи.
Растущие запросы, более свободная развеска картин и постепенно увеличивающееся собрание новых мастеров привели в начале XX века к необходимости дополнительной пристройки к галерее для «современного отдела». В мае 1914 года саксонским Ландтагом были выделены средства для этого, а в 1916 г. начались работы над зданием, спроектированным Оскаром Крамером и Оскаром Пушем при свободном применении форм Ренессанса. Находясь у Цвингеровского пруда, строение могло стать бы заметным в ансамбле Театральной площади, однако от проекта, не пошедшего дальше фундамента, сегодня не заметно и следа.
В итоге, вместо строительства новых отделов, было решено выделить Галерею новых мастеров. В 1925 году полотна отдела XIX—XX веков поступили вначале в помещении на Паркштрассе 7, а другая часть — в восточное крыло здания Земпера, однако уже в 1931 году коллекция новых мастеров была перенесена в Sekundogenitur.

## Галерея в XX веке

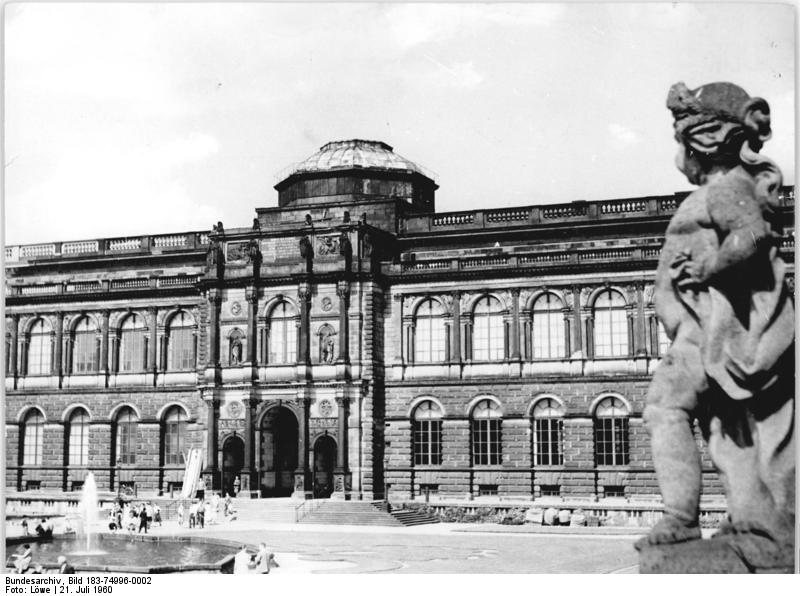
Здание Дрезденской картинной галереи, 1960 год

Между тем приближались годы, ставшие трагическими для культурной жизни Дрездена. В 1937 году многочисленные работы, в том числе полотна немецких экспрессионистов, были изъяты нацистами из собрания и уничтожены как «искусство упадничества и вырождения». В 1938 году было принято решение закрыть галерею.
В 1942 году началась эвакуация произведений искусства — они были распределены в 45 местах в Саксонии — в первую очередь в её старинных замках. Дрезден подвергался бомбардировкам, особенно мощные бомбардировки прошли в феврале 1945 года, когда город был практически весь разрушен. И хотя значительная часть работ была надёжно укрыта в шахтах от налётов авиации, от бомбардировок пострадали более 300 работ. В конце войны при приближении Красной Армии места сохранения картин, расположенные восточнее Эльбы, были заменены на временные тайники западнее Эльбы — в итоге, из-за ненадлежащих условий хранения, часть шедевров была уничтожена. Серьёзные повреждения получило и само здание галереи Земпера.
В 1945 году советские войска вывезли из Дрездена в качестве трофеев значительную часть найденного в шахтах собрания. Судьба 450 картин собрания неизвестна. На протяжении 10 лет повреждённые сыростью шахт картины из Дрездена реставрировались и хранились в ГМИИ им. Пушкина. В 1955 году в ходе визита правительственной делегации СССР в Германскую Демократическую Республику по настоянию Н. С. Хрущёва Дрездену были возвращены 1240 картин. 3 июня 1956 году заново открылась часть галереи, построенной Земпером, а к 1960 году было восстановлено уже всё здание целиком, и город снова увидел лучшие произведения живописи.
В отличие от многих других музеев, Дрезденская галерея избегает новшеств, сохраняет исторический тип развески картин и гордится их потемневшими от времени позднебарочными рамами.
Однако, с 2013 года была начата генеральная реконструкция, галерея была частично закрыта.
Очередное открытие произошло 28 февраля 2020 года. В экспозиции появился зал со скульптурами, а цвета стен здания стали использоваться для её структуры: красным были покрашены залы с итальянской живописью, синим залы французской и испанской живописи, зелёный цвет закрепился за залами немецкой и нидерландской живописи.
Сама галерея была переоборудована, включая полное обновление климат-контроля и искусственного освещения. Во время реконструкции многие картины (например Девушка, читающая письмо у открытого окна) и рамы прошли реставрацию. Особой изюминкой стало объединение коллекции скульптур раннего Нового времени с изображениями галереи. Помимо этого в галерее появилось пространство Winckelmann Forum, где проходят разные мероприятия, а также временные выставки.

## Галерея

Шедевры Дрезденской галереи
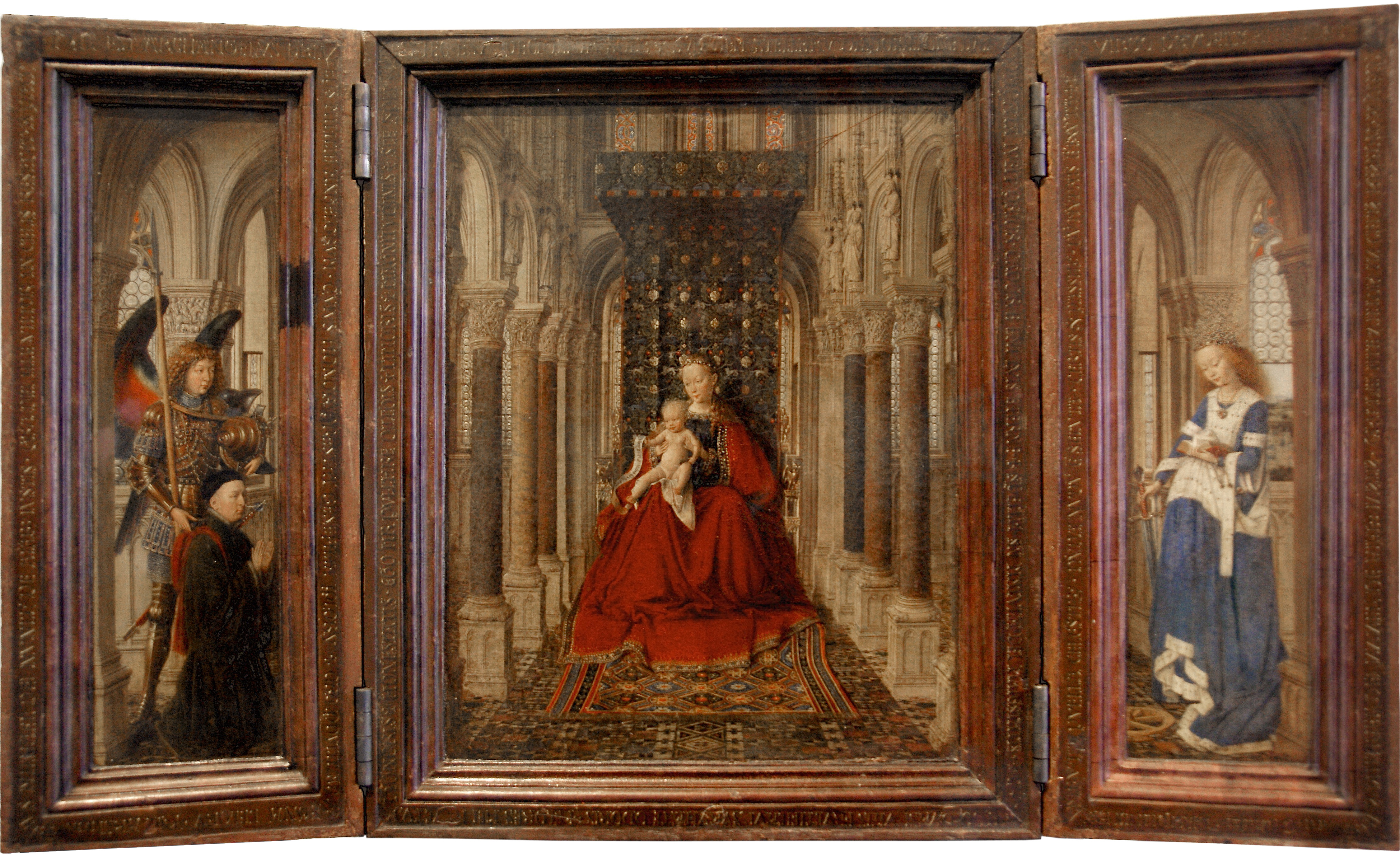
Дрезденский триптих, Ян ван Эйк
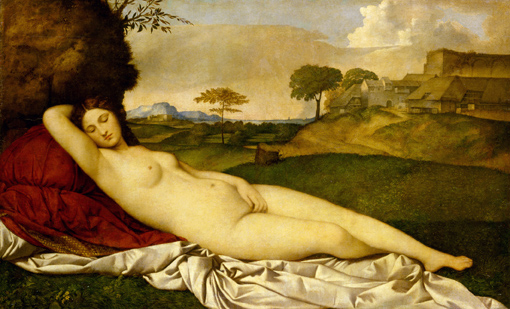
Спящая Венера, Джорджоне
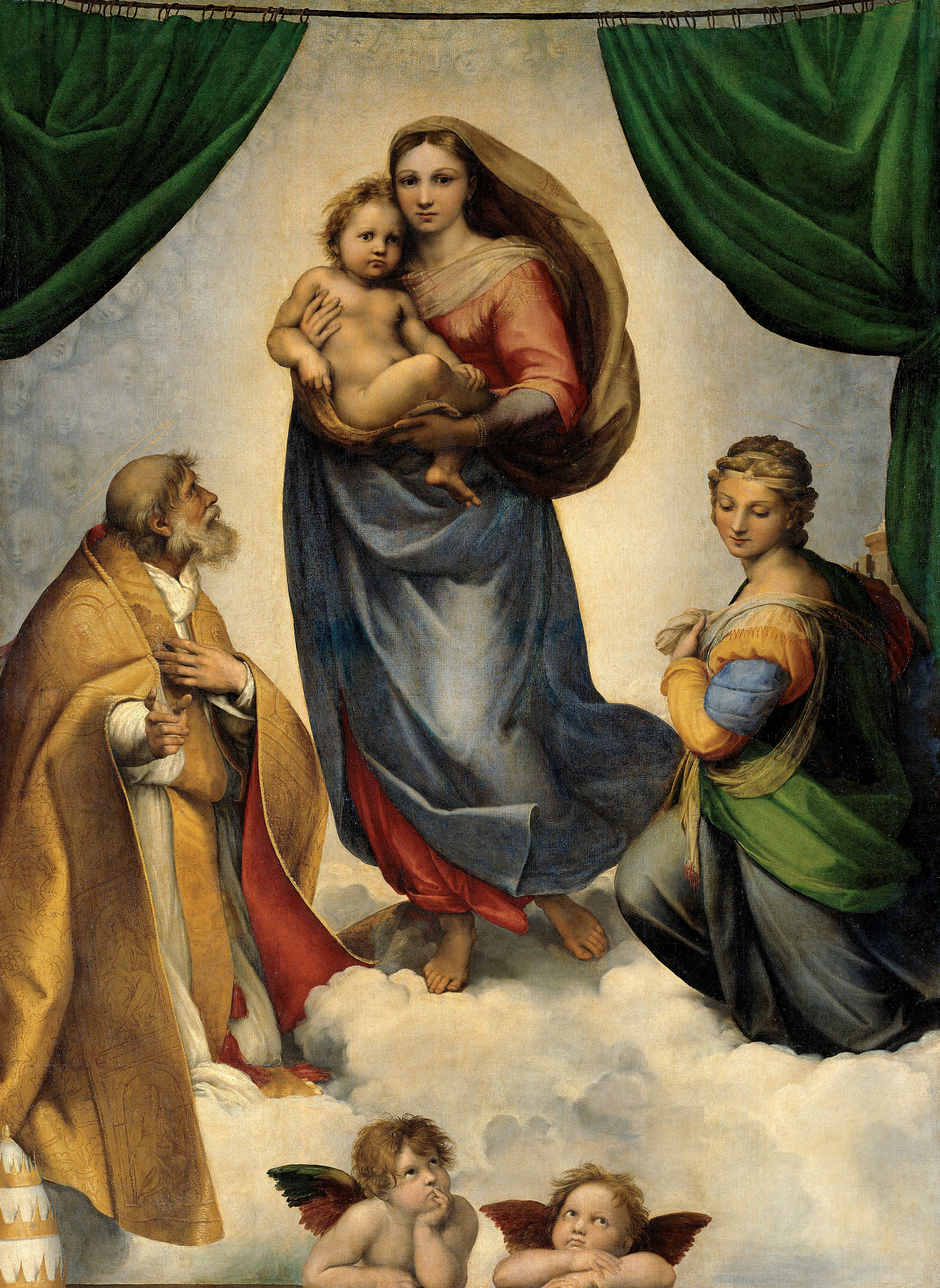
Сикстинская мадонна, Рафаэль
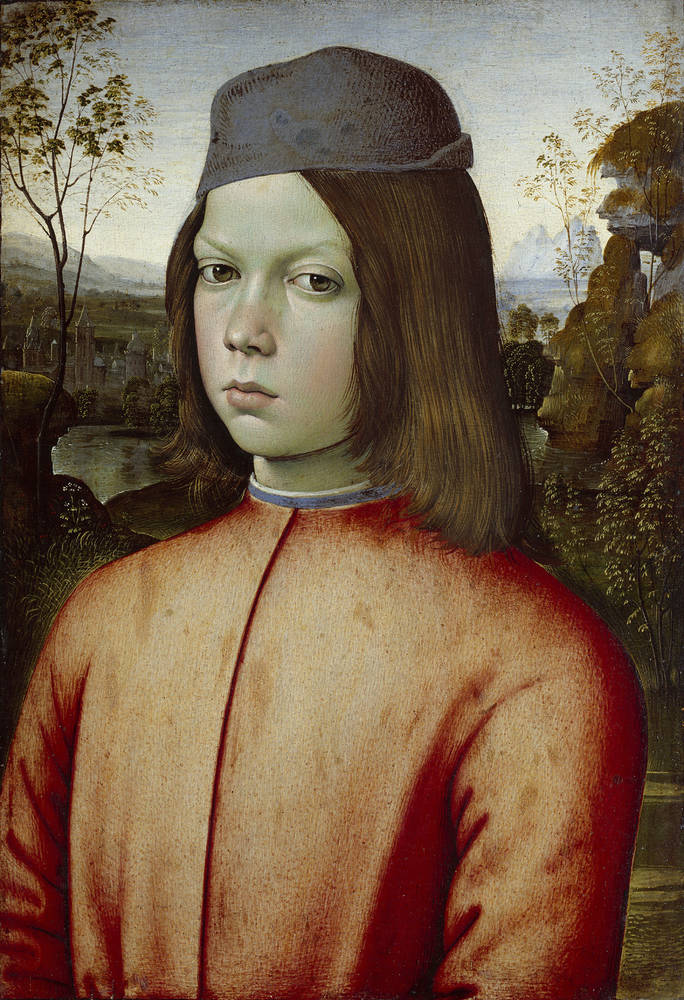
Портрет мальчика, Пинтуриккио
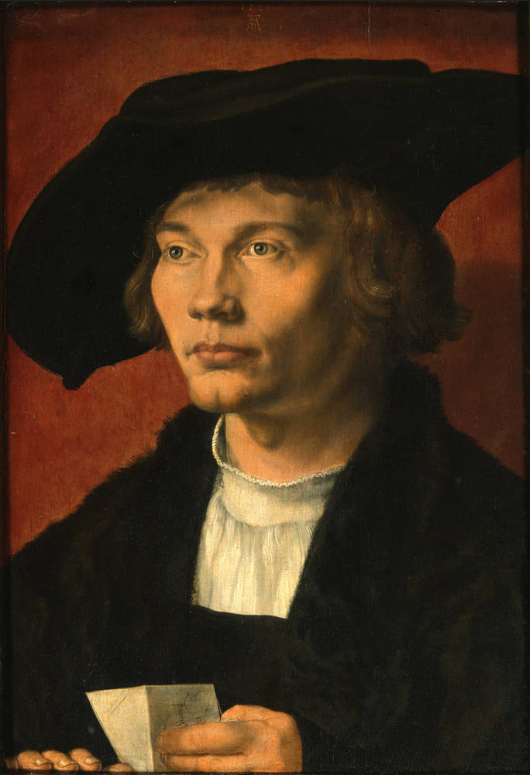
Портрет молодого человека, Дюрер
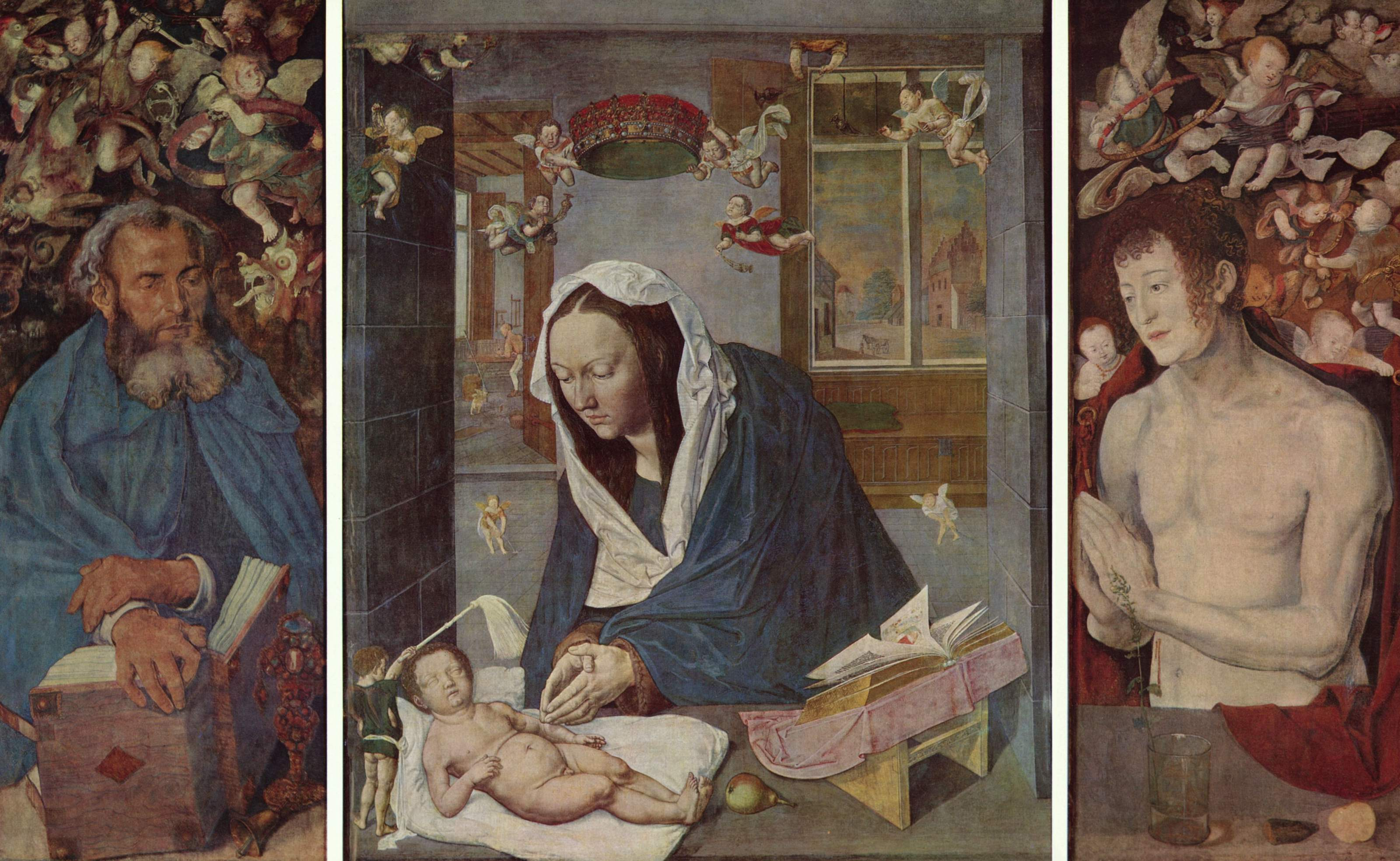
Дрезденский алтарь, Дюрер
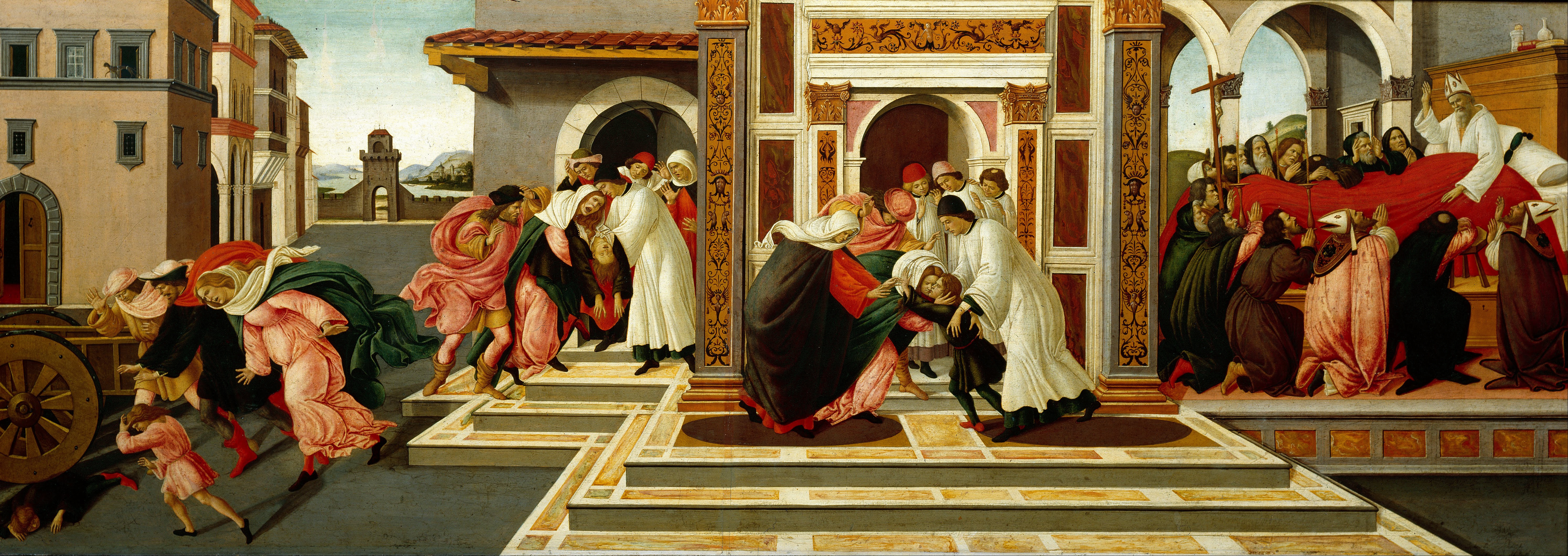
Сцены из жизни святого Зиновия, Сандро Боттичелли
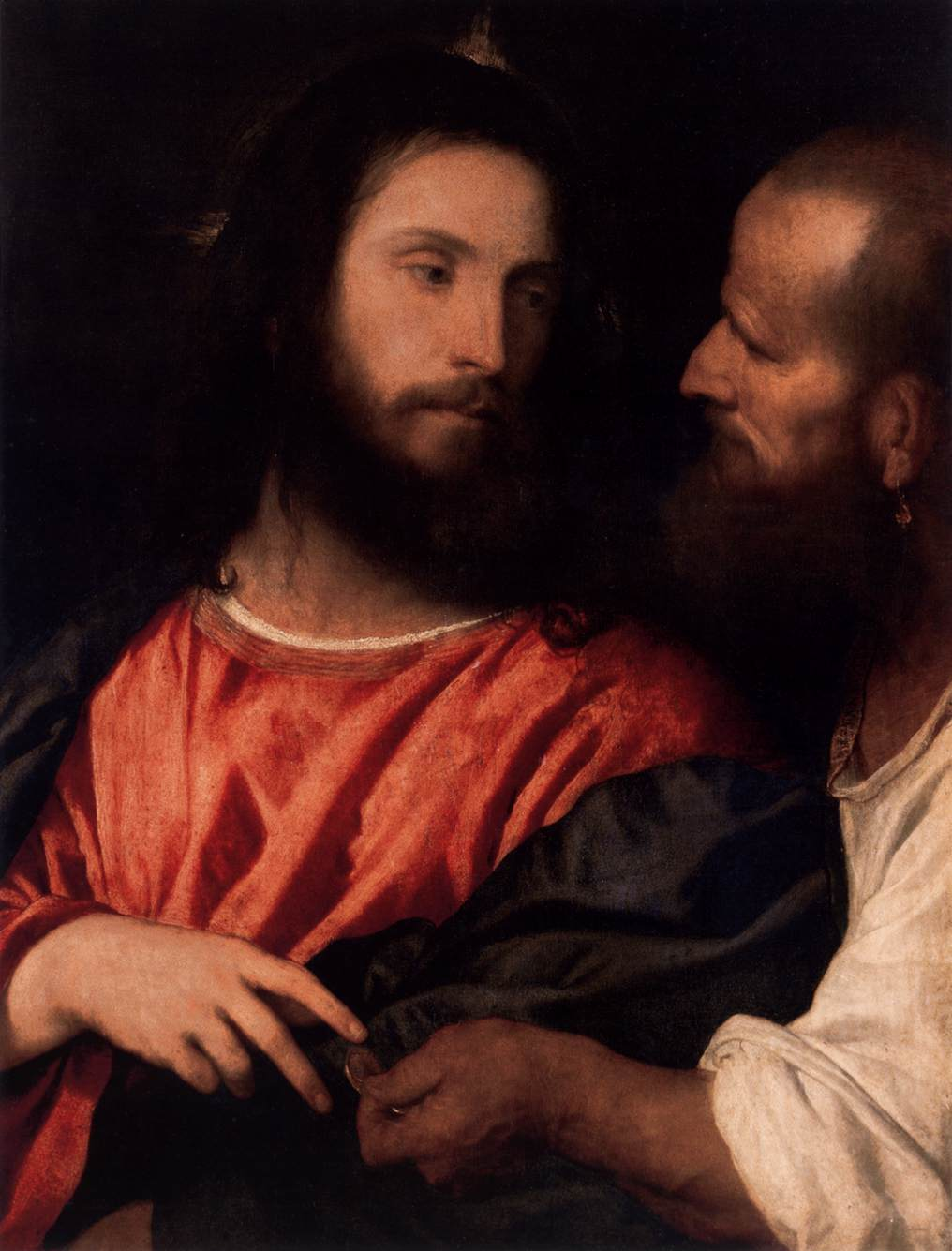
Динарий кесаря, Тициан
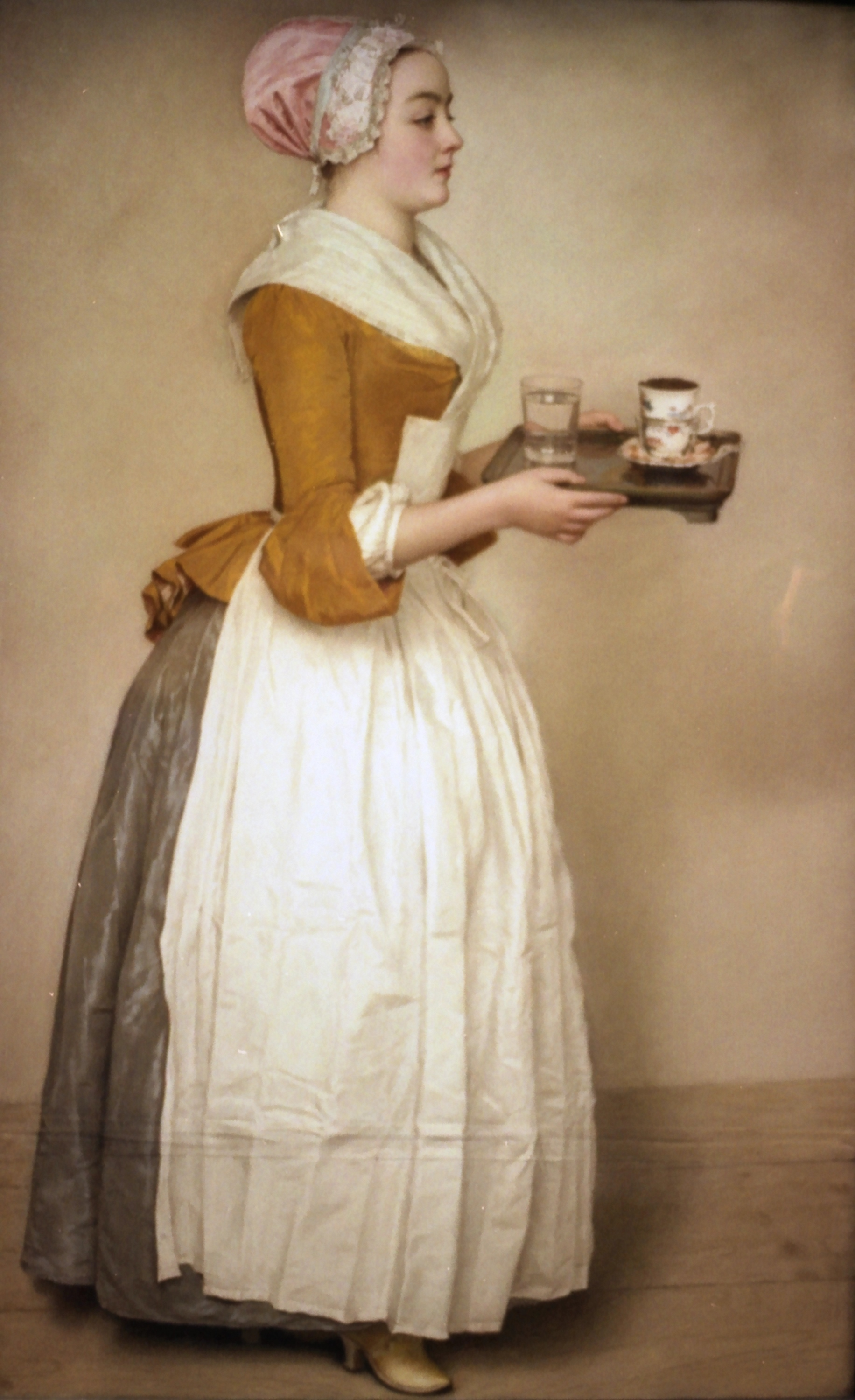
Шоколадница, Жан-Этьен Лиотар
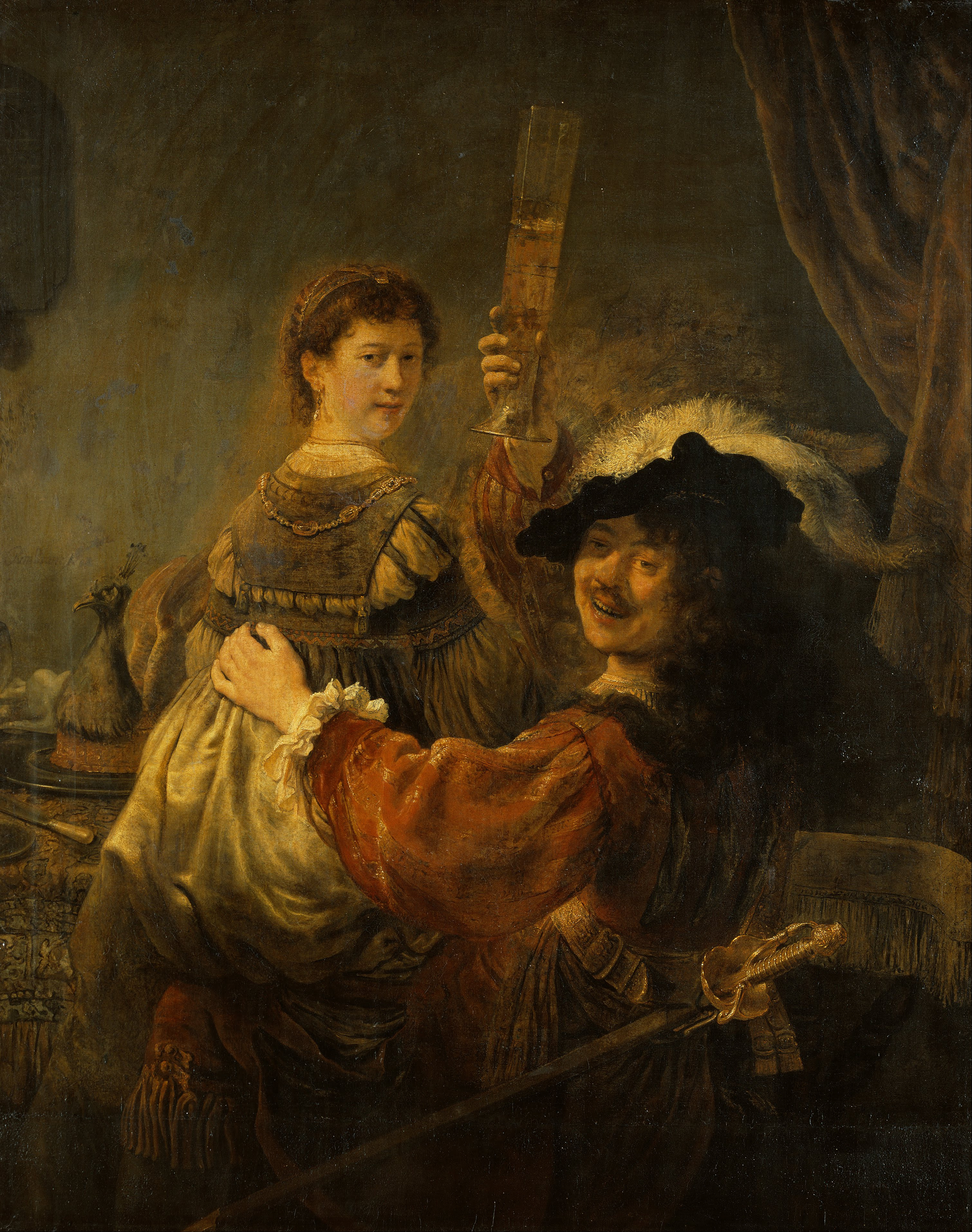
Блудный сын в таверне, Рембрандт
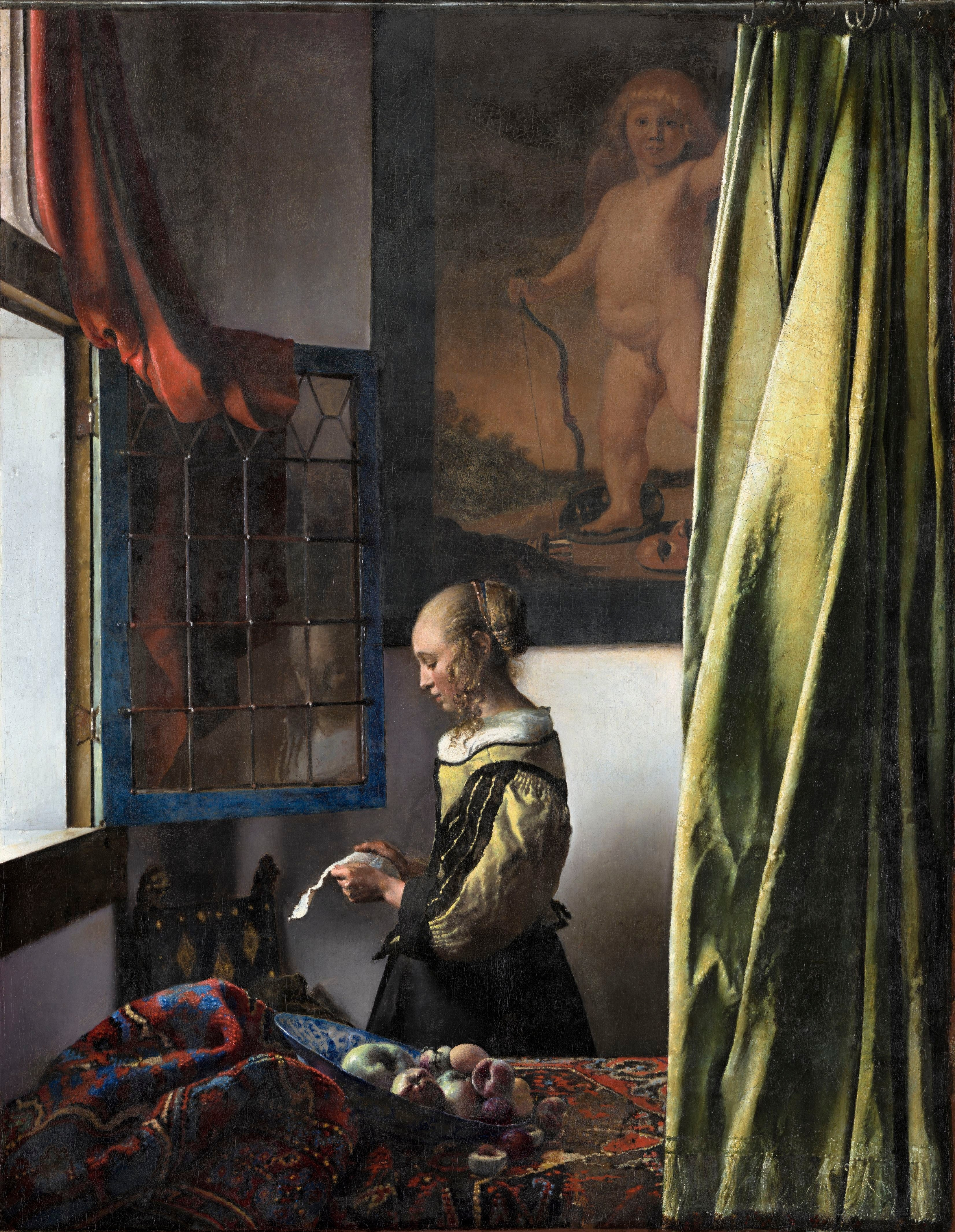
Девушка, читающая письмо у открытого окна, Вермеер
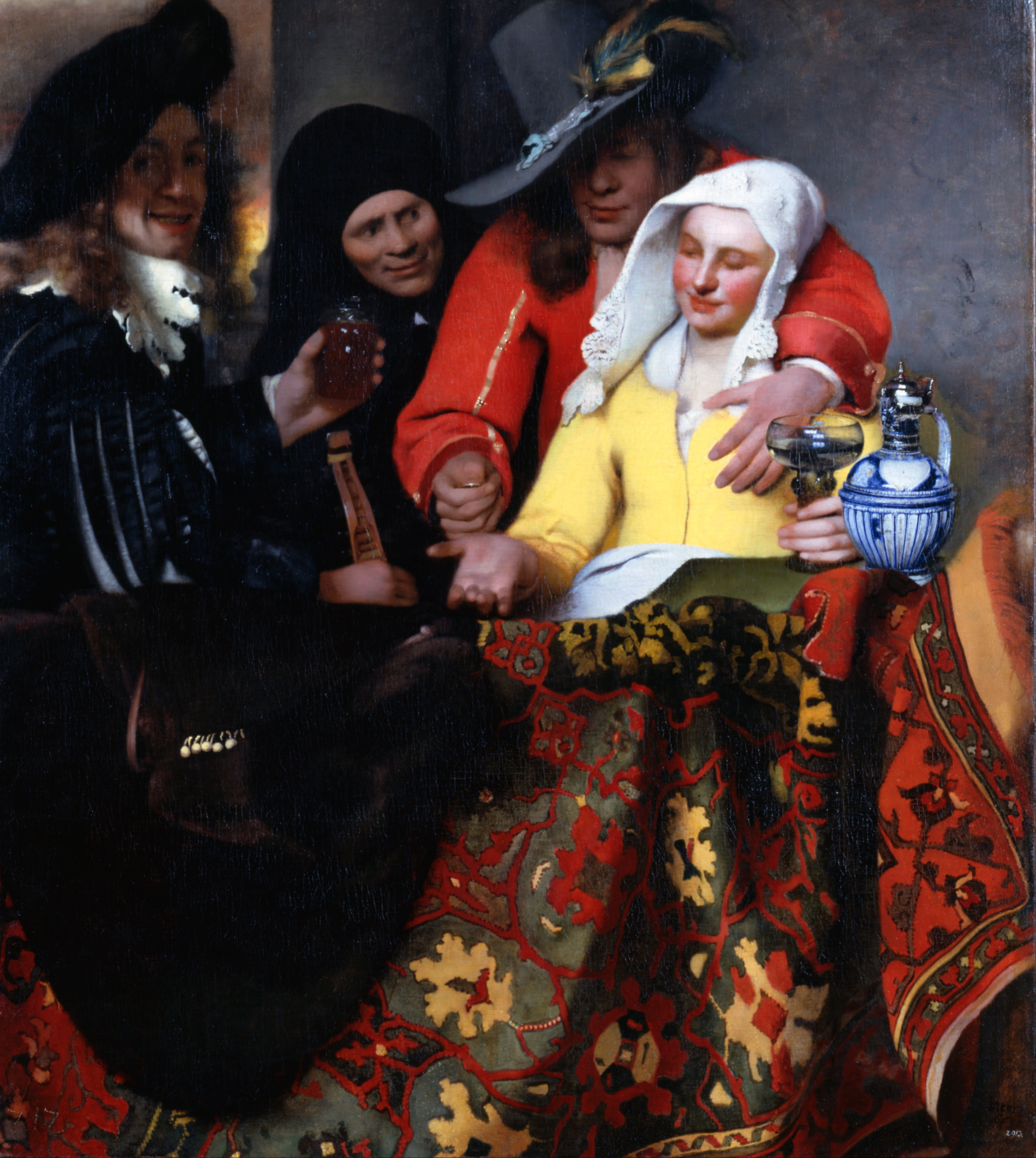
"Сводница", Вермеер